# 3-碘酪氨酸
3-碘酪氨酸是合成甲状腺激素的中间体，甲状腺激素通过碘化苯环间位酪氨酸获取。该分子可以与二碘酪氨酸结合形成三碘甲状腺原氨酸，类似于甲状腺滤泡的胶体。两分子的3-碘酪氨酸可以结合形成3,3'-二碘甲状腺原氨酸。
3-碘酪氨酸可作为酪氨酸羟化酶的可逆抑制剂。

## 多巴胺研究的相关性
3-碘酪氨酸是合成神经递质多巴胺中的一种通路抑制剂，用于确定多巴胺水平降低对黑腹果蝇社会间隔的影响。被饲喂3-碘酪氨酸24小时的3-4天大的果蝇显示多巴胺水平发生了变化。